# 8 Persei
8 Persei, som är stjärnans Flamsteed-beteckning, är en ensam stjärna belägen i den nordvästra delen av stjärnbilden, Perseus. Den har en  skenbar magnitud på ca 5,76 och är svagt synlig för blotta ögat där ljusföroreningar ej förekommer. Baserat på parallax enligt Gaia Data Release 2 på ca 7,8 mas, beräknas den befinna sig på ett avstånd på ca 416 ljusår (ca 127 parsek) från solen. Den rör sig bort från solen med en heliocentrisk radialhastighet av ca 0,7 km/s. Stjärnan ingår med 52 procent sannolikhet i rörelsegruppen Hyaderna-Plejaderna.

## Egenskaper
8 Persei är orange till gul jättestjärna av spektralklass K3 III, som har förbrukat förrådet av väte i dess kärna och expanderar bort från huvudserien. Den har en massa som är ca 1,8 solmassor, en radie som är ca 16 solradier och utsänder ca 108 gånger mera energi än solen från dess fotosfär vid en effektiv temperatur på ca 4 600 K.